# IC 1621
IC 1621 је спирална галаксија у сазвјежђу Феникс која се налази на листи објеката дубоког неба у Индекс каталогу.
Деклинација објекта је - 46° 43' 31" а ректасцензија 1h 6m 22,6s. Привидна величина (магнитуда) објекта IC 1621 износи 13,8 а фотографска магнитуда 14,6. IC 1621 је још познат и под ознакама ESO 243-28, DRCG 41-41, Beta Phe (3.8) 3' p, PGC 3915.